# 土田和徳
土田 和徳（つちだ かずのり）は、日本の研究者（薬学）。

## 来歴
京都産業大学工学部生物工学科卒、神戸薬科大学大学院博士課程修了。 スウェーデンUppsala大学BiomedicalCentreに留学し、特別契約研究員(神戸薬科大学)、研究員(日本製薬 東京研究所)を経て、日本薬科大学薬学部薬学科准教授。